# Liste der Kulturdenkmale in Plötzkau
In der Liste der Kulturdenkmale in Plötzkau sind alle Kulturdenkmale der Gemeinde Plötzkau und ihrer Ortsteile aufgelistet. Grundlage ist das Denkmalverzeichnis des Landes Sachsen-Anhalt, das auf Basis des Denkmalschutzgesetzes des Landes Sachsen-Anhalt vom 21. Oktober 1991 durch das Landesamt für Denkmalpflege und Archäologie Sachsen-Anhalt erstellt und seither laufend ergänzt wurde (Stand: 5. März 2015).

## Kulturdenkmale nach Ortsteilen

### Plötzkau
| Lage                                                                                                 | Bezeichnung | Beschreibung   | Erfassungs- nummer | Ausweisungsart | Bild           |
| --- | ----------- | -------------- | ------------------ | -------------- | -------------- |
| Bernburger Straße (Karte)                                                                            | Friedhof    |                | 094 97980          | Baudenkmal     | BW             |
| Hauptstraße 26 neben Nr. 27, gegenüber „Haus der Dienste“ (Karte)                                    | Bauernhof   | Faulwasser-Hof | 094 97978          | Baudenkmal     | Bauernhof      |
| Hauptstraße 27a, Tor auf der Rückseite des zwischen Schloss- und Hauptstraße gelegenen Hofes (Karte) | Portal      |                | 094 97970          | Baudenkmal     | Portal         |
| Hauptstraße 36 neben den Neubauten Ecke Prinzeßgäßchen (Karte)                                       | Wohnhaus    |                | 094 97977          | Baudenkmal     | BW             |
| Hauptstraße 47, Ostabschnitt der Hauptstraße, zwischen Schlossberg und altem Saalearm (Karte)        | Bauernhof   |                | 094 97976          | Baudenkmal     | BW             |
| Neue Schulgasse 1, Ecke Schlossstraße (Karte)                                                        | Pfarrhaus   |                | 094 97975          | Baudenkmal     | BW             |
| Schlossberg 6 (Karte)                                                                                | Wohnhaus    |                | 094 97974          | Baudenkmal     | BW             |
| Schlossberg 8, südöstlich des Kirchhofs (Karte)                                                      | Edelhof     |                | 094 97973          | Baudenkmal     | Edelhof        |
| Schlosshof 1, 2, 3, 4, 5, 6, 7 Erhebung über der Saale (Karte)                                       | Schloss     |                | 094 97972          | Baudenkmal     | Weitere Bilder |
| Schlosshof 10, Schlossstraße 30 (Karte)                                                              | Bauernhof   |                | 094 97969          | Baudenkmal     | BW             |
| Schlossstraße, südlich des Schlosshofes (Karte)                                                      | Kirche      | St. Georg      | 094 97971          | Baudenkmal     | Kirche         |
| Schlossstraße 15, Eckbau zur Neuen Schulgasse (Karte)                                                | Schule      |                | 094 97979          | Baudenkmal     | BW             |

### Bründel
| Lage | Bezeichnung  | Beschreibung             | Erfassungs- nummer | Ausweisungsart | Bild           |
| --- | ------------ | ------------------------ | ------------------ | -------------- | -------------- |
| Landstraße Bernburg–Aderstedt–Alsleben, ca. 150 m vor Ortseingang Bründel in Richtung Aderstedt (Karte) | Distanzstein | anhaltischer Meilenstein | 094 97968          | Kleindenkmal   | Weitere Bilder |

### Großwirschleben
| Lage                                                      | Bezeichnung | Beschreibung                      | Erfassungs- nummer | Ausweisungsart | Bild           |
| --------------------------------------------------------- | ----------- | --------------------------------- | ------------------ | -------------- | -------------- |
| nördlich der Ringgasse (Karte)                            | Friedhof    |                                   | 094 97966          | Baudenkmal     | BW             |
| Bauernwinkel 4, oberhalb der Fährstraße (Karte)           | Wohnhaus    |                                   | 094 97965          | Baudenkmal     | BW             |
| Bauernwinkel 19 (Karte)                                   | Gutshaus    | Weyhe-Hof                         | 094 97964          | Baudenkmal     | Gutshaus       |
| Fährstraße 1, 2, Kreuzung Fährstraße/Bauernwinkel (Karte) | Bauernhof   | Haberland-Hof                     | 094 60098          | Baudenkmal     | BW             |
| Fährstraße 9, 10, ehemaliger Saaleübergang (Karte)        | Gasthof     |                                   | 094 97962          | Baudenkmal     | BW             |
| Mühlenstraße, Saalehang (Karte)                           | Garten      | Villengarten der Weyheschen Villa | 094 97967          | Baudenkmal     | BW             |
| Ringgasse (Karte)                                         | Kirche      | St. Bonifatius                    | 094 97963          | Baudenkmal     | Weitere Bilder |
| Ringgasse, Grünfläche (Karte)                             | Wappentafel |                                   | 094 60097          | Kleindenkmal   | BW             |
| Schulstraße 2, Garten der Familie Weyhe (Karte)           | Gruftanlage |                                   | 094 97961          | Baudenkmal     | BW             |

## Ehemalige Denkmale
Die nachfolgenden Objekte waren ursprünglich ebenfalls denkmalgeschützt oder wurden in der Literatur als Kulturdenkmale geführt. Die Denkmale bestehen heute jedoch nicht mehr oder die Unterschutzstellung wurde aufgehoben.

### Großwirschleben
| Lage                 | Bezeichnung | Beschreibung | Erfassungs- nummer | Ausweisungsart | Bild |
| -------------------- | ----------- | --- | ------------------ | -------------- | ---- |
| Fährstraße 4 (Karte) | Bauernhof   | Bauernhof, Aufgrund einer Sicherungsverfügung der Bauaufsicht 2015 wurde das Gebäude abgerissen. Die Austragung aus dem Denkmalverzeichnis folgte 2016. | 094 60099          | Baudenkmal     | BW   |

## Legende
In den Spalten befinden sich folgende Informationen:
- Lage: Nennt den Straßennamen und wenn vorhanden die Hausnummer des Kulturdenkmals. Die Grundsortierung der Liste erfolgt nach dieser Adresse. Der Link „Karte“ führt zu verschiedenen Kartendarstellungen und nennt die geographischen Koordinaten.
Link zu einem Kartenansichtstool, um Koordinaten zu setzen. In der Kartenansicht sind Baudenkmale ohne Koordinaten mit einem roten bzw. orangen Marker dargestellt und können in der Karte gesetzt werden. Baudenkmale ohne Bild sind mit einem blauen bzw. roten Marker gekennzeichnet, Baudenkmale mit Bild mit einem grünen bzw. orangen Marker.
- Offizielle Bezeichnung: Nennt den Namen, die Bezeichnung oder zumindest die Art des Kulturdenkmals und verlinkt, soweit vorhanden, auf den Artikel zum Objekt.
- Beschreibung: Nennt bauliche und geschichtliche Einzelheiten des Kulturdenkmals, vorzugsweise die Denkmaleigenschaften.
- Erfassungsnummer: Für jedes Kulturdenkmal wird in Sachsen-Anhalt eine 20stellige Erfassungsnummer vergeben. Die letzten zwölf Ziffern werden für die Untergliederung nach Teilobjekten genutzt und werden nur angegeben, soweit vergeben. In dieser Spalte kann sich folgendes Icon  befinden, dies führt zu Angaben zu diesem Baudenkmal bei Wikidata.
- Ausweisungsart: Die Einordnung des Denkmales nach § 2 Abs. 2 DenkmSchG LSA
- Bild: Ein Bild des Denkmales, und gegebenenfalls einen Link zu weiteren Fotos des Kulturdenkmals im Medienarchiv Wikimedia Commons. Wenn man auf das Kamerasymbol klickt, können Fotos zu Kulturdenkmalen aus dieser Liste hochgeladen werden: